# Mônica Rodrigues
Mônica Rodrigues, född 20 september 1967 i Rio de Janeiro, är en brasiliansk beachvolleybollspelare.
Rodrigues blev olympisk silvermedaljör i beachvolleyboll vid sommarspelen 1996 i Atlanta.